# Берлинская зелёная голова

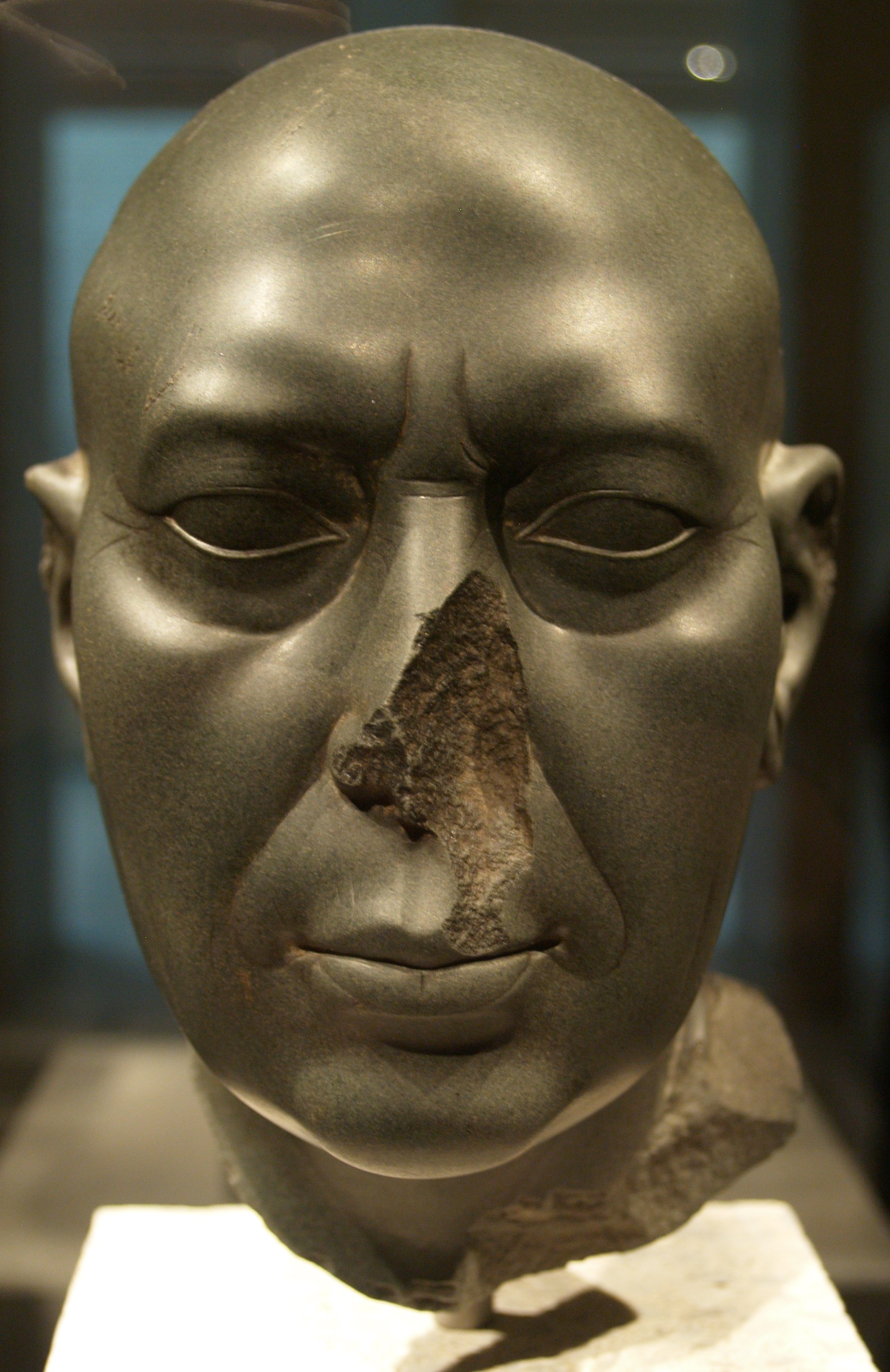
Берлинская зелёная голова из коллекции Египетского музея и собрания папирусов в Новом музее в Берлине

Берлинская зелёная голова (нем. Berliner Grüner Kopf) — мужской скульптурный портрет из граувакки серо-зелёного цвета высотой 21,5 см, один из наиболее известных образцов древнеегипетского искусства. Датируется ориентировочно 350 годом до н. э. и относится к Позднему периоду. Личность изображённого, как и имя автора, неизвестны. Скульптура была передана в дар Египетскому музею и собранию папирусов Джеймсом Симоном и демонстрируется в экспозиции Нового музея. Считается одним из наиболее известных произведений древнеегипетского искусства наряду с бюстом Нефертити и погребальной маской Тутанхамона. 
Портрет зрелого мужчины с примечательным по своему строению черепом, глубокими морщинами в области глаз, мясистыми, слегка отвисшими щеками и двойным подбородком отличается реалистичностью отображения и тщательностью шлифовки поверхности, присущей скульптурным работам Позднего периода. Лысый череп позволяет предположить, что изображённый является жрецом. Черты лица отличаются от идеалов красоты, принятых в Древнем Египте, что придаёт ему индивидуальность и свидетельствует о влиянии древнегреческого искусства. Тем не менее, скульптор остался верен древнеегипетским традициям и «сконструировал» лицо, а не выполнил портрет с живой модели, поскольку обе половины лица практически симметричны, а морщины на переносице и вокруг глаз, придающие изображённому хмурый взгляд и суровый облик, продуманы систематически и переданы в совершенстве.